# Wataru Hashimoto
Wataru Hashimoto (橋本 和 Hashimoto Wataru?), född 14 september 1986 i Shiga prefektur, är en japansk fotbollsspelare.
Hashimoto började sin karriär 2009 i Kashiwa Reysol. Han spelade 135 ligamatcher för klubben. Med Kashiwa Reysol vann han japanska ligan 2011, japanska ligacupen 2013 och japanska cupen 2012. 2015 flyttade han till Urawa Reds. Efter Urawa Reds spelade han för Vissel Kobe.